# Gustave Canet
Pour les articles homonymes, voir Canet.
 (août 2018).
Si vous disposez d'ouvrages ou d'articles de référence ou si vous connaissez des sites web de qualité traitant du thème abordé ici, merci de compléter l'article en donnant les références utiles à sa vérifiabilité et en les liant à la section « Notes et références ».
Gustave Canet, né le 29 septembre 1846 à Belfort et mort le 12 octobre 1908 à Saint-Aubin-sur-Mer, est un ingénieur Centralien des Arts et Manufactures et des chemins de fer, directeur de l'artillerie au Creusot et directeur honoraire de l'Artillerie des Établissements Schneider et Cie.

## Biographie

### Origines
Jean-Baptiste Gustave Adolphe Canet est le fils de Jean-Baptiste Canet (1824-1881), directeur du Comptoir d'Escompte, et de Marie Hélène Hueber (1825- ?), fille de Quirin Hueber, maître tuilier ; il vient au monde à Belfort, le 29 septembre 1846.

### Formation
Au terme de ses études dans un lycée de Strasbourg, Gustave Canet entre en 1866, à l'École Centrale des Arts et Manufactures. Une fois son diplôme d'ingénieur obtenu en 1869, il participe à la construction des chemins de fer en Alsace. Lorsque la guerre de 1870 éclate, il se retrouve lieutenant d'artillerie dans la Garde mobile du Haut-Rhin. Il est alors affecté à la défense de Neuf-Brisach jusqu'à la reddition de la ville, au cours de laquelle il est fait prisonnier. Une fois la guerre achevée, il réintègre les Chemins de fer, participant à la construction de la ligne de Delle à Porrentruy.
Son bref passage dans l'Artillerie éveille en lui la volonté de perfectionner le matériel militaire de l'Armée française, et d'inventer de nouvelles machines et innovations pouvant également profiter à l'industrie privée.

### Carrière professionnelle
En 1872, Gustave Canet entre comme ingénieur à la « London Ordnance Works Company » une entreprise dont le Président-directeur-général, Josiah Vavasseur, s'est spécialisé dans la construction de canons. En 1876, souhaitant supprimer le recul des pièces d'artillerie, il transpose aux canons la technique des freins hydrauliques.
Il s'associe en 1881 avec la Société des Forges et Chantiers de la Méditerranée et prend la direction d'un service d'artillerie, où il réalise de nombreuses innovations aux affûts et dispositifs de fermetures de culasses. Il est le premier en France à construire des canons à tir rapide dont le fameux canon Canet.
En 1897, Schneider et Cie rachète la Société des Forges et Chantiers, et Gustave Canet en devient le directeur général du matériel de guerre produit en France par les établissements privés.
Il prend sa retraite en 1907 tout en demeurant ingénieur-conseil des Ateliers du Creusot.

### Décorations
Dans l'ordre national de la Légion d'honneur, Gustave Canet est fait chevalier en 1886, officier en 1894, et enfin commandeur en 1907. Il est fait grand-croix du Mérite naval d'Espagne, grand-officier de l'ordre de Saint-Stanislas de Russie, grand-officier de l'ordre de Saint-Olaf de Suède, commandeur de l'ordre Christ du Portugal, commandeur de l'ordre du Soleil levant du Japon, etc.

### Vie privée et familiale

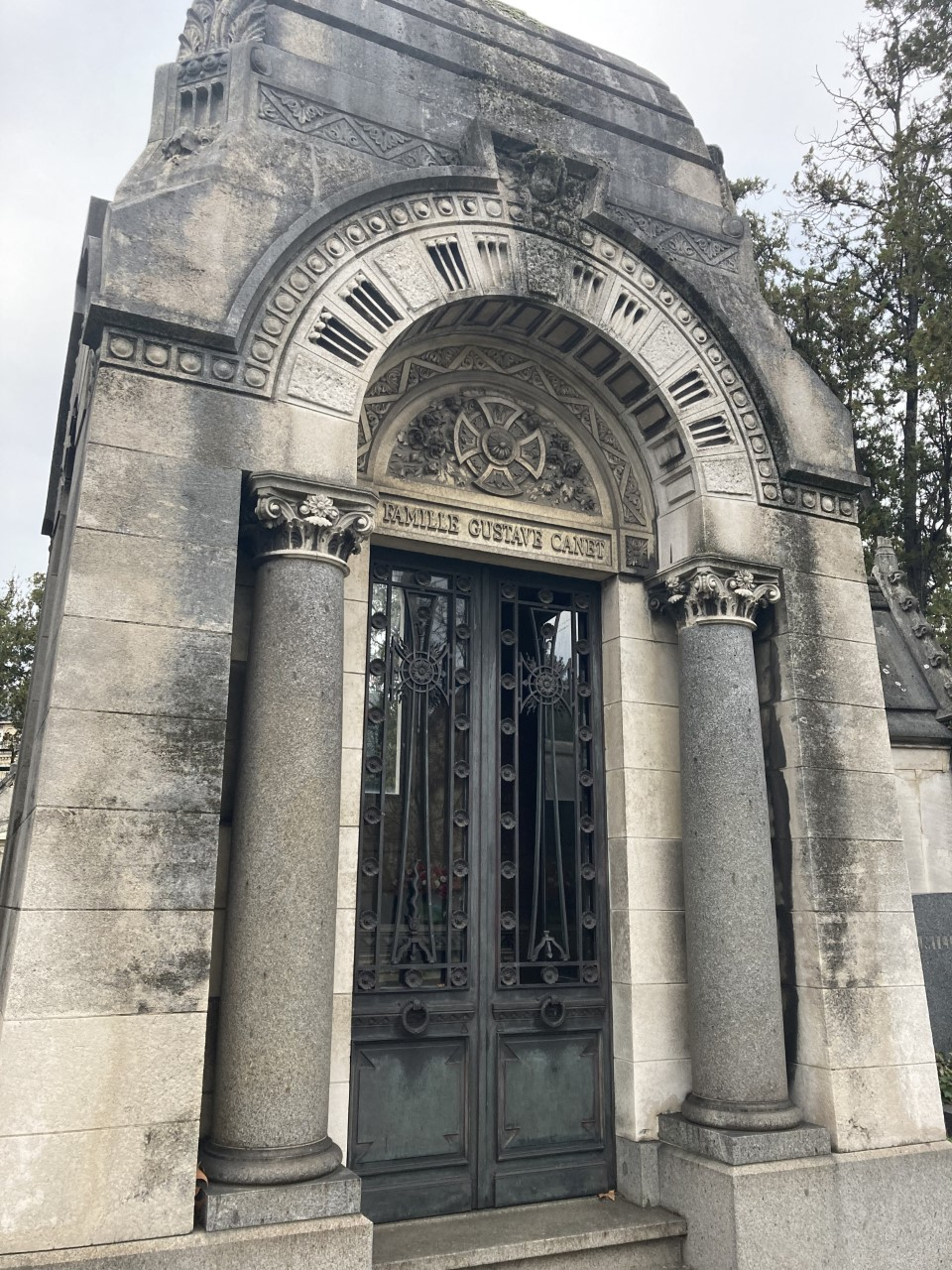
Sépulture familiale au cimetière de Passy, construite par l'architecte Albert Walwein (1851-1916).

Gustave Canet épouse Marie Stéphanie Pauline Joséphine Dupasquier (1855-1937) avec qui il a deux fils :
- Paul Canet (mort en 1938) épousa Thérèse Lioret dont il eut une fille, Lucette ;
- Henry Albert Canet (1878-1930) épousa Léonie Charlotte Camille Risler (1882-1967), dont il eut un fils, Charles-Édouard Canet (1906-1960).

Il demeurait 87 avenue Henri-Martin, Paris XVIe. Il meurt le 12 octobre 1908 dans sa propriété de Saint-Aubin-sur-Mer (Calvados). Il est enterré au cimetière de Passy.